# Centaurea haradjianii
Centaurea haradjianii là một loài thực vật có hoa trong họ Cúc. Loài này được Wagenitz mô tả khoa học đầu tiên năm 1960.